# Nube mesosférica polar
Las  nubes mesosféricas polares son fenómenos  en forma de nubes brillantes (también llamadas nubes noctilucentes o nuctilucentes). Se producen en las capas más altas de la atmósfera y son visibles al final del crepúsculo. Están compuestas de cristales de hielo. Normalmente se ven en los meses de verano en latitudes entre los 50° y 70° al norte y sur del ecuador.

## Descripción

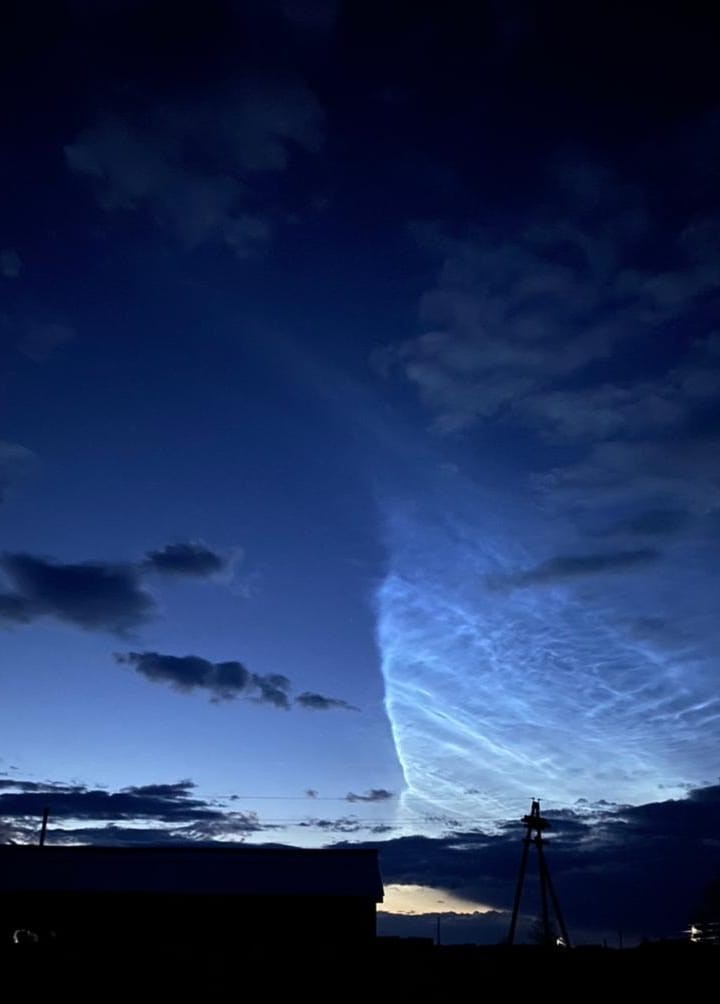
Nubes noctilucentes en Buriatia, Rusia

Son las nubes más altas en la atmósfera terrestre, localizadas en la mesosfera a una altitud aproximada entre los 75 y 85 kilómetros. Normalmente son demasiado débiles para ser vistas, y sólo se aprecian cuando la luz del Sol las ilumina desde debajo del horizonte mientras que las capas más bajas de la atmósfera están en la sombra de la Tierra. Las nubes noctilucentes son un fenómeno meteorológico descubierto recientemente y todavía no se comprenden del todo; no hay ninguna evidencia de que fueran vistas antes de 1885.  Hay varios tipos de nubes noctilucentes; velos tipo I, bandas tipo II, ondas tipo III y remolinos de nubes tipo IV.
Las nubes noctilucentes solo se forman bajo condiciones muy precisas; su presencia puede ser una pista de los cambios que ocurren en las capas altas de la atmósfera. Desde su descubrimiento, la aparición de nubes noctilucentes ha estado aumentando en frecuencia, brillo y extensión. Se teoriza que su incremento está relacionado con el cambio climático.
Algunas pruebas recientes indican que al menos algunas nubes noctilucentes son resultado de la congelación del agua expulsada por los Transbordadores Espaciales.

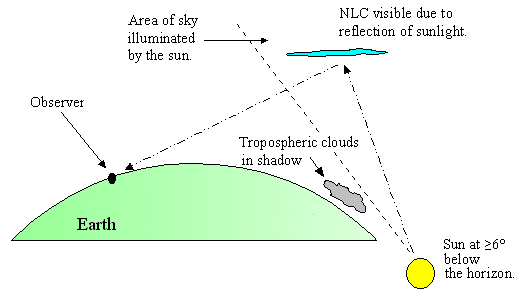
Condiciones de visibilidad de las nubes noctilucentes desde la superficie de la Tierra

Cualquiera que alguna vez haya visto una nube noctilucente (Noctilucent Cloud o "NLC", por su sigla en idioma inglés) estaría de acuerdo: parecen extraterrestres. Las ondas de color azul eléctrico y los pálidos mechones de NLCs que cruzan el cielo nocturno se parecen a algo de otro mundo.
Los investigadores dicen que esa no es una idea tan remota. Un componente clave para las misteriosas nubes proviene del espacio exterior.
"En las nubes noctilucentes, hemos detectado partículas de 'humo de meteoros' (el humo que dejan los meteoros al desintegrarse en la atmósfera)", informa James Russell, de la Universidad Hampton. Russell es el investigador principal de la misión AIM (Aeronomy of Ice in the Mesosphere, en idioma inglés, o Aeronomía del Hielo en la Mesósfera, en idioma español), de la NASA, que estudia el fenómeno. "Este descubrimiento avala la teoría que establece que el polvo de los meteoros es el agente que sirve de núcleo y es aquel alrededor del cual se forman las NLC".

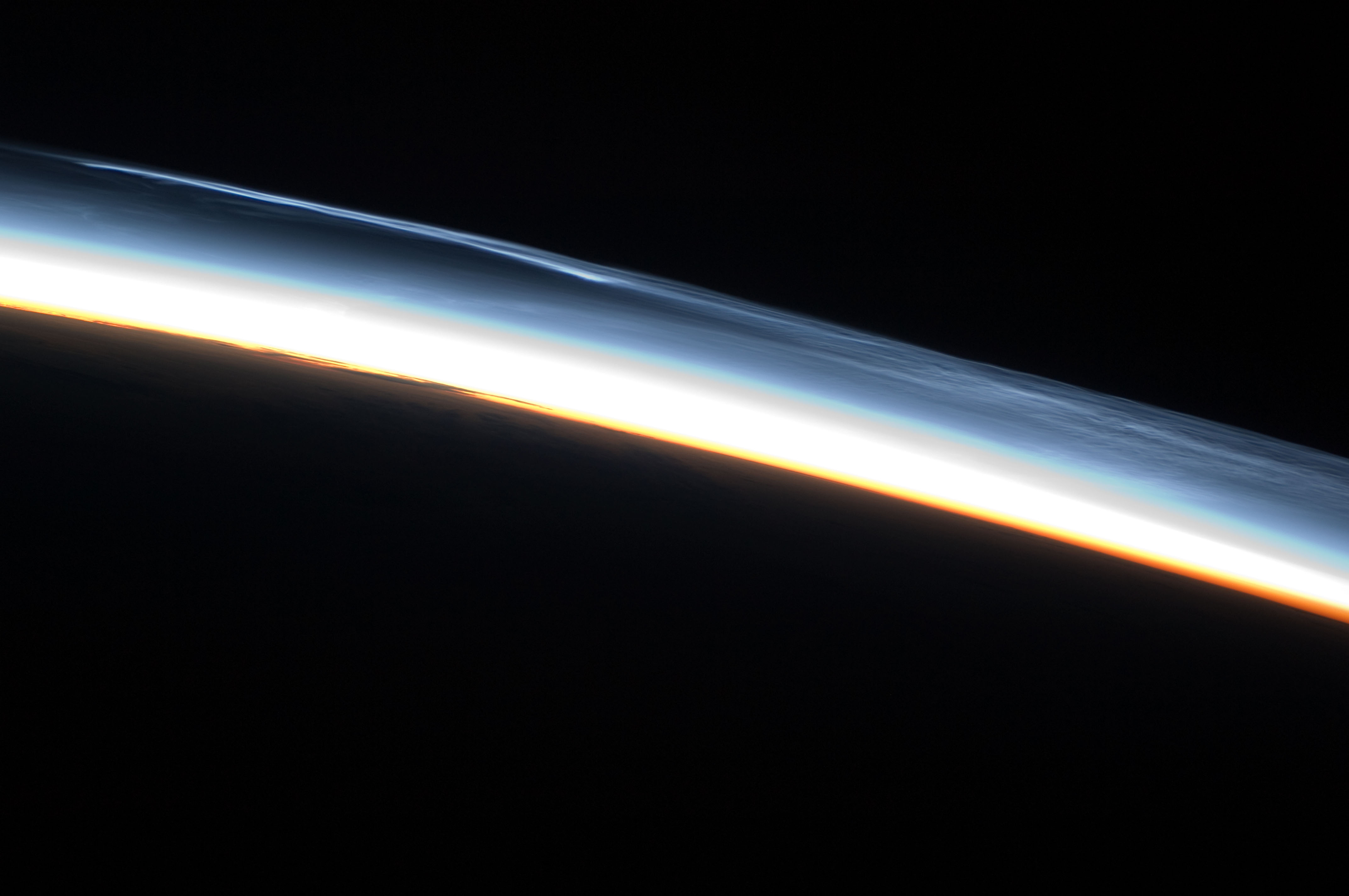
La Atmósfera terrestre vista desde la EEI, en la parte superior se pueden notar las Nubes mesosféricas polares.

Mark Hervig, de la compañía GATS, Inc., dirigió el equipo que halló la conexión extraterrestre.
"Utilizando a SOFIE (Solar Occultation for Ice Experiment, en idioma inglés u Ocultamiento Solar para Experimentos con Hielo, en idioma español), de la misión AIM, descubrimos que aproximadamente el 3% de cada cristal de hielo en una nube noctilucente es meteorítico", dice Hervig.
El sistema solar interno está plagado de meteoroides de todas las formas y tamaños (desde trozos de roca del tamaño de un asteroide hasta motas de polvo microscópico). Todos los días, la Tierra recoge toneladas del material, principalmente del de menor tamaño. Cuando los meteoroides golpean nuestra atmósfera y se queman, dejan detrás una bruma compuesta de pequeñas partículas suspendidas, a una altura de 70 a 100 kilómetros sobre la superficie de la Tierra. No es coincidencia alguna que las NLC se formen a 83 kilómetros de altura, directamente dentro de la zona de humo de los meteoros.